# Фелдфебел-Денково
Фелдфе́бел-Де́нково (болг. Фелдфебел Денково) — село в Добрицькій області Болгарії. Входить до складу общини Добричка.

## Населення
За даними перепису населення 2011 року у селі проживали 673 особи.
Національний склад населення села:
| Національність   | Кількість осіб | Відсоток |
| ---------------- | -------------- | -------- |
| цигани           | 306            | 50,5%    |
| турки            | 290            | 47,9%    |
| інша             | 0              | 0%       |
| Всього відповіли | 606            |          |

Розподіл населення за віком у 2011 році:
Динаміка населення: